# Международные санкции против Югославии
Международные санкции против Югославии — ограничительные политические, экономические, культурные и другие меры, введённые Советом безопасности ООН сначала в отношении Социалистической, а затем и Союзной Республики Югославии 25 сентября 1991 года и отменённые 10 сентября 2001 года. Они были вызваны стремлением ряда стран и международных организаций вынудить Союзную Республику Югославию отказаться от помощи боснийским сербам, являвшимся одними из ключевых участников войны в Боснии и Герцеговине. Санкции нанесли значительный экономический ущерб, остановив развитие югославской экономики и существенно ухудшили уровень жизни населения. 

## Предыстория
Первые санкции против Югославии были введены на фоне распада страны. 25 сентября 1991 года Совет безопасности ООН единогласно принял резолюцию № 713, в которой постановил ввести эмбарго на поставки вооружений в страну.
Босния и Герцеговина исторически была многонациональным государством. По данным переписи 1991 года, 43,7 процента населения были боснийскими мусульманами, 31,4 процента — сербами, 17,3 процента — хорватами и 5,5 процента определяли себя как югославы. Большинство югославов были сербами, либо детьми от смешанных браков. В 1991 году 27 % браков были смешанными.
В результате первых многопартийных выборов, состоявшихся в ноябре 1990 года, победили три крупнейшие националистические партии Партия демократического действия, Сербская демократическая партия и Хорватское демократическое содружество.
Стороны разделили власть по этнической линии так, что главой республики стал босниец-мусульманин Алия Изетбегович, председателем парламента — серб Момчило Краишник, а премьер-министром — хорват Юре Пеливан.
15 октября 1991 года парламент Социалистической республики Боснии и Герцеговины в Сараеве принял «Меморандум о суверенитете Боснии и Герцеговины» простым большинством голосов. Меморандум встретил горячие возражения сербских членов боснийского парламента, утверждавших, что вопросы, касаемые поправок в конституцию, должны быть поддержаны 2/3 членами парламента. Несмотря на это, «Меморандум» был утверждён, что привело к бойкоту парламента со стороны боснийских сербов. Во время бойкота было принято законодательство республики. 25 января 1992 года во время сессии боснийского парламента он призвал к референдуму по вопросу независимости, назначив его на 29 февраля и 1 марта.
29 февраля — 1 марта 1992 года в Боснии и Герцеговине прошёл референдум о государственной независимости. Явка на референдуме составила 63, 4 %. 99, 7 % избирателей проголосовали за независимость. Независимость республики была подтверждена 5 марта 1992 года парламентом. Однако сербы, которые составляли треть населения БиГ, бойкотировали этот референдум и заявили о неподчинении новому национальному правительству БиГ, начав с 10 апреля формировать собственные органы власти с центром в городе Баня-Лука. Национальное движение сербов возглавила Сербская демократическая партия Радована Караджича.

## Причины введения санкций
Официально причинами введения санкций против СРЮ Совет Безопасности ООН назвал невыполнение Югославией требований резолюции 752 от 15 мая 1992 года. Данная резолюция выдвигала следующие требования к участникам конфликта в Боснии и Герцеговине:
- Прекращение боевых действий в Боснии и Герцеговине
- Прекращение вмешательства в ситуацию в БиГ Югославской народной армии и Вооруженных сил Хорватии
- Роспуск всех паравоенных формирований на территории БиГ
- Прекращение переселений и этнических чисток
- Содействие конфликтующих сторон в оказании гуманитарной помощи пострадавшим и т.д.

С 15 по 21 мая 1992 года Генеральный секретарь ООН Бутрос Бутрос-Гали и Совет Безопасности ООН в своей резолюции номер 752 потребовали от Союзной Республики Югославии прекращения вмешательства в события в Боснии и Герцеговине, которое по их мнению осуществляла СРЮ, и вывода из Боснии подразделений Югославской народной армии. В ответном письме от 26 мая президиум и правительство Югославии сообщили, что с 19 мая на территории Боснии нет югославских войск, югославско-боснийская граница в течение уже 30 дней закрыта для военных формирований и что Югославия готова к полному сотрудничеству с ООН. 30 мая 1992 года Совет Безопасности проголосовал за введение санкций против Югославии, приняв резолюцию под номером 757. В ответ президиум СРЮ направил Генеральному секретарю ООН телеграмму с просьбой созвать Международную конференцию по Югославии, на которой страна пошла бы на ряд уступок, включая и распределение миротворческих сил на границе между Югославией и Боснией и Герцеговиной..

## Санкции против СРЮ
Резолюция Совбеза ООН под номером 757 запрещала странам-членам ООН любые торговые операции с Югославией, использование югославских кораблей и самолетов, деловые контакты, все финансовые транзакции с физическими и юридическими лицами из СРЮ. Замораживались югославские валютные фонды за границей, вводились ограничения на перелет и посадки югославских самолетов, сокращалась численность состава югославских дипломатических корпунктов, запрещалось участие югославских представителей в спортивных мероприятиях за границей, останавливалось научно-техническое и культурное сотрудничество. Единственное исключение было сделано для ввоза в Югославию продовольствия, медикаментов и т. д.
Действие санкций началось на следующий день после принятия резолюции 757. Ряд стран заявил о начале их выполнения и потребовали закрытия в своих столицах югославских посольств и консульств. ФИФА запретила спортсменам из Югославии участвовать в международных соревнованиях. 2 июня США прервали воздушное сообщение с Югославией и заморозили банковские счета СРЮ в своих банках, прекратили научно-техническое и культурное сотрудничество, а ЕС заявил о совместных действиях в торговом эмбарго против СРЮ. 7 июня была закрыта югославско-румынская граница для провоза товаров. Ряд стран ввел режим виз для граждан Югославии.
16 ноября 1992 года Совбезом ООН была принята резолюция 787, ужесточившая режим санкций. Она запрещала транзит нефти и нефтепродуктов, угля, оборудования для энергетики, железа, стали, химикатов, пневматики, транспортных средств. Были ужесточены меры контроля за судами в югославских морских портах и на Дунае. Также вводился строгий контроль за судоходством на Дунае и в Адриатическом море.
Очередное ужесточение санкций было связано с принятием резолюции Совета безопасности ООН под номером 820, принятой 17 апреля 1993 года. Она полностью запрещала транзит товаров по Дунаю, замораживала югославские счета в иностранных банках. Была ограничена почтовая связь, при этом посылки не принимались, а для писем существовал ряд ограничений.
По данным экспертов ЦРУ, опубликованным в 1993 году, санкции смогли ускорить крах югославской экономики, однако не смогли спровоцировать антиправительственные настроения среди населения. По их мнению, существенной помощью для Югославии были средства, пересылаемые диаспорой, в значительной степени из стран Западной Европы, и прочная связь города с селом, что обеспечивало наличие продуктов в крупных населенных пунктах.
Директор Института славяноведения РАН Константин Никифоров так оценил эффект от санкций:
Санкции, принося страдания простому народу, объективно способствовали сохранению власти в руках у Милошевича — внешняя угроза, как всегда, сплачивала нацию вокруг правящего режима. Кроме того, санкции вели к криминализации всей сербской экономики, ведь обходить их приходилось с помощью нелегальных контрабандных методов.
По мнению российского историка Елены Гуськовой, одной из причин введения санкций было желание западных стран изменить политический режим в Югославии и оказать давление на Слободана Милошевича.
Уже в 1993 году югославское руководство начало пересмотр прежней политики и постепенный отход от поддержки боснийских и краинских сербов. Слободан Милошевич согласился с планами мирного урегулирования, сначала по модели Вэнса-Оуэна, а затем с предложенным Контактной группой. Однако югославское общество раскололось в этом вопросе. Инициативы Милошевича прекратить помощь «братьям за Дриной» поддержала правящая Социалистическая партия, Сербское движение обновления и ряд небольших партий демократической направленности. Против них выступили Сербская радикальная партия, Демократическая оппозиция Сербии в лице Джинджича и Коштуницы, Сербская православная церковь. Армейское руководство также не поддержало смену политического курса. После отказа руководства Республики Сербской от плана Контактной группы 4 августа 1994 года Югославия прервала с ней все связи и ввела против неё экономическую блокаду.
23 сентября 1994 года резолюция Совбеза ООН 943 частично приостановила санкции «на начальный период сроком на 100 дней», если будет подтверждено, что власти СРЮ «эффективно выполняют своё решение закрыть границу между Союзной Республикой Югославией (Сербия и Черногория) и Республикой Боснией и Герцеговиной». 12 января 1995 года, удовлетворенный эффективностью пропускного контроля на границе СРЮ, Совбез резолюцией 970 продлил частичное приостановление санкций ещё на 100 дней. 5 июля 1995 года, после того как СРЮ выполнила требование прекратить поставки электроэнергии боснийским сербам, приостановление санкций продлили до 18 сентября 1995 года.
21 ноября 1995 года были подписаны Дейтонские соглашения, остановившие войну в Боснии и Герцеговине. Спустя один день, 22 ноября 1995 года резолюции 1021 и 1022 приостановили действие санкций в отношении Союзной Республики Югославии на неограниченный срок. Санкции против Республики Сербской должны были быть отменены после выполнения ею определенных условий, в том числе отвода тяжелых вооружений от линии разграничения. Резолюция 1021, в частности, постановила начать отмену эмбарго на поставки вооружений в страны бывшей СФРЮ. 18 июня 1996 года эмбарго было полностью отменено. В октябре 1996 года, спустя 10 дней после официального объявления результатов выборов в Боснии и Герцеговине, Совет Безопасности ООН принял резолюцию 1074 об отмене санкций. При этом США отказались включить в резолюцию пункт,
предусматривавший автоматическое восстановление Союзной Республики Югославии в ООН и других международных организациях. США также помешали установлению связей СРЮ с
Международным валютным фондом, Всемирным банком и другими финансовыми институтами. Югославские счета в западных банках оставались замороженными.
По оценкам Елены Гуськовой, отмена санкций не привела к серьезным переменам в экономике и социальной сфере Югославии. Восстановление экономики осложнялось отсутствием валютных запасов и замороженными счетами в зарубежных банках, разрывом внешнеэкономических связей и стагнацией развития промышленности. После прекращения действия санкций политические партии страны готовились к выборам в союзный парламент и местные органы власти, к демократическим переменам мирным путём. Однако оппозиция не смогла консолидироваться и выдвинуть общего лидера.
Окончательно санкции против СРЮ были отменены 10 сентября 2001 года. Тогда Совет Безопасности единогласно принял резолюцию 1367, которой постановил прекратить действие запретов и распустил Комитет по санкциям.

## Последствия санкций

### В экономике
Санкции вызвали глубокий кризис экономики Югославии. За первые три года санкций прямой ущерб составил более 45 миллиардов долларов. По национальному доходу на душу населения СРЮ стала приближаться к уровню слаборазвитых стран Азии и Африки. Отсутствие сырья, запчастей и рынков сбыта заставило прекратить деятельность или перейти на минимальный режим работы значительное количество предприятий страны, более 900 000 человек были отправлены в вынужденные отпуска. Число безработных в январе 1994 года составило 760 000 человек. Уровень промышленного производства тогда составил 38 % от уровня февраля 1992 года.
В 1992 году темпы гиперинфляции составили 19 810,2 %, К концу 1993 года инфляция составила 1 000 000 %. В декабре того года цены по сравнению с ценами в ноябре выросли в 1790 раз. В частности на продовольствие они выросли в 3586 раз. К январю 1994 года инфляция составила 313 000 000 %. Из-за инфляции средняя зарплата в Югославии опустилась ниже шести долларов. Правительством было введено нормированное распределение продуктов, предметов первой необходимости. В июле 1992 года, спустя месяц после введения санкций, остановили работу до 40 % предприятий общественного сектора. Скупщина приняла ряд законов, по которым правительство лимитировало заработную плату работающих граждан и заморозило цены на почти 50 % товаров.

### В культуре и спорте
Сербские культурные организации были исключены из важнейших мировых культурных процессов. Практически полностью прекратился библиотечный книгообмен. Ряду иностранных артистов власти их государств запретили выступать на концертах в Югославии. Президент Российской академии наук отказывался подписать протокол о научном сотрудничестве с САНУ, а деятели сербской науки и культуры не приглашались на праздник славянской культуры и письменности, ежегодно отмечаемый в Москве.
Санкции нанесли тяжелый удар по югославской системе образования. Нехватка энергоносителей затрудняла посещение учащимися 1528 школ, расположенных в сельской местности. В 1993 году больше десятка школ приостановили обучение из-за невозможности перевозки учеников. Часть учебных заведений была вынуждена остановить работу или свести преподавание до минимума из-за проблем с отоплением учебных корпусов. Зимние каникулы 1993 года в школах были продлены до января, так как здания практически не отапливались. 61 дом-интернат с 9 000 учеников и девять студенческих центров с 52 общежитиями находились на низком уровне существования. Им не хватало отопительных материалов, средств гигиены, продовольствия и т. д. В университетах была осложнена подготовка кадров, так как практическая работа была сокращена либо приостанавливалась.
От санкций пострадали и югославские спортсмены. За историю югославского спорта ими были завоеваны 110 олимпийских наград, 885 медалей на европейских соревнованиях и 1171 медаль на мировых первенствах. Однако с июня 1992 года югославским спортсменам было запрещено участвовать в международных соревнованиях, в том числе и Олимпийских играх. В виде исключения Международный олимпийский комитет позволил югославам выступать в статусе Независимых олимпийских участников на летних Олимпийских и Летних Паралимпийских играх 1992 года.
Сборная Югославии по футболу не была допущена на чемпионаты Европы по футболу 1992 года в Швеции: её заменила занявшая второе место в квалификации сборная Дании, которая и выиграла этот турнир.
Уже сборная Союзной Республики Югославия, включённая в европейскую квалификационную группу 5 чемпионата мира 1994 года, была официально исключена из отборочного цикла 1 октября 1992 года. Официальной причиной было то, что страна не добилась отмены санкций ООН, запрещавших любые контакты в области спорта с Сербией и Черногорией. Эти же запреты не позволили сборной заявиться в отборочный цикл чемпионата Европы 1996 года: сборная вернулась в футбол только в отборочном цикле к чемпионату мира 1998 года.

### В здравоохранении
Последствия санкций тяжело отразились на здоровье населения. Функционирование системы здравоохранения в Югославии в значительной степени зависело от ввоза лекарств, сырья для их производства, медицинских и санитарных материалов и т. д. Нехватка лекарств и медицинского оборудования вместе с общим спадом уровня жизни ухудшали здоровье населения. Уже в 1992 году не хватало более 50 % необходимых для первой медицинской помощи лекарственных препаратов: антибиотиков, препаратов для лечения гипертонии, заболеваний сердца, почек, лекарств в ампулах, средств для анестезии и переливания крови. Уменьшение количества выживших при родах детей и увеличение количества умерших привело к падению уровня рождаемости с 16 % в 1986 году до 13 % в 1993 году и к росту смертности с 9,6 % в 1986 году до 10,2 % в 1993 году. За первые два года действия санкций в Югославии родилось на 24 000 детей меньше, нежели в 1991 году. Количество умерших по сравнению с тем же годом увеличилось на 10 122. В белградской клинике акушерства и гинекологии «Народный фронт» в 1989 году умерло 2 % новорожденных, а в 1994 году — 15 %. Каждый второй ребёнок Белграда был истощен.
В 1992—1993 гг. в больницах росли очереди из больных, ожидавших операций. Смертность от излечимых заболеваний выросла на 8 %, смертность в пожилом возрасте в 1992 году в сравнении с 1986 годом выросла на 501 %. Уменьшился средний возраст инфаркта — с 56 до 46 лет. В 1992 году на 178 % по сравнению с 1989 годом выросло число смертей от инфекционных болезней. За 1992 год смертность среди больных диабетом выросла в два раза. За первый год санкций на 22,8 % увеличилось число самоубийств.
Было отмечено ухудшение условий стационарного лечения в психиатрических больницах, где в 1992 году находилось около 3000 пациентов. Из-за нехватки лекарств пациенты проявляли агрессивность и склонность к насилию, а среди них росла смертность. В 1992 году в психиатрической лечебнице в Ковине умерло 250 пациентов, что составило разницу в более чем 200% по сравнению с 1991 годом.